# Jean-Claude Brialy
Jean-Claude Brialy (30. března 1933 Aumale, dnes Sour El Ghozlane, Alžírsko – 30. května 2007 Monthyon, Seine-et-Marne) byl francouzský divadelní a filmový herec, režisér, scenárista a spisovatel, držitel Césara.

## Život a kariéra

### Mládí
Narodil se do rodiny důstojníka francouzské armády v tehdejším Francouzském Alžírsku, v roce 1942 rodina přesídlila do Francie. Původně začal studovat ve vojenské kadetce, maturoval však na konzervatoři ve Štrasburku a s tamním uměleckým souborem se pak zúčastnil turné po jihovýchodní Francii. Následně absolvoval u armádní filmové služby vojenskou službu, v roce 1954 se přestěhoval do Paříže a po krátkém vystupování v zdejším divadle Dauno hned v roce 1954 debutoval ve filmu. Jeho prvním snímkem se stal krátkometrážní film Paris, mon copain.
Záhy se stal jedním z nejvýraznějších hereckých představitelů francouzské nové vlny a ve svých filmech jej obsadili nejvýznamnější režiséři tohoto směru, například Éric Rohmer, Jean-Luc Godard, Louis Malle, François Truffaut, Agnès Varda nebo Jacques Rozier, zejména ale Claude Chabrol, který si jej v padesátých letech vybral do svých filmů Krásný Serge (1958) a Bratranci (1959). Typickou jeho postavou se pak stala role milovníků nebo uhlazených, šarmantních a většinou i cynických nebo ironických mužů. Odklon od tohoto typu postav znamenalo až účinkování v Rohmerově filmu Klářino koleno (1970).

### Herecká kariéra
V roce 1972 debutoval jako režisér snímkem Églantine z dětského prostředí, za který získal ocenění na Filmovém festivalu v San Sebastiánu. Od té doby režíroval ještě několik málo filmů, které se však již nesetkaly s tak příznivým ohasem.
V sedmdesátých letech se stal jedním z nejobsazovanějších francouzských filmových herců. V roce 1976 vytvořil komediální roli v posledním Gabinově filmu Svatý rok a ztvárnil úlohu cynického prokurátora Villedieua v Tavernierově snímku Soudce a vrah, za kterou byl nominován na Césara. Z dalších významných režisérů spolupracoval například s Rogerem Vadimem, Claudem Lelouchem nebo Luisem Buñuelem. V osmdesátých letech pokračoval v bohaté filmové kariéře a v roce 1988 získal Césara za nejlepší herecký výkon za vedlejší roli homosexuálního dirigenta ve filmu Les Innocents.
Jeho posledním snímkem byl televizní film Monsieur Max (2007), ve kterém ztvárnil úlohu homosexuálního žida, který konvertuje na katolickou víru, přesto však později umírá v koncentračním táboře.
Během celého svého života hrál rovněž v divadle, kde se představil například v hrách Georgese Feydeaua a v několika dramatech francouzského divadelníka Sachu Guitryho. Jednou z jeho nejúspěšnějích divadelních kreaví byla právě Guitryho hra Iluzionista, ve které hrál v roce 1989. Později se stal ředitelem pařížského divadla Hébertot a v roce 1986 divadla Bouffes-Parisiens. Rovněž řídil divadelní festival v Anjou a jistou dobu měl vlastní televizní pořad, kam si zval osobnosti francouzského umění a kultury.

### Osobní život
Vydal dvě autobiografické knihy Le Ruisseau des Singes (2000) a J’ai oublié de vous dire (2004) a později o sobě prozradil, že je bisexuál. Byl nositelem vysokých stupňů několika francouzských státních vyznamenání (Řád čestné legie, Řád za zásluhy, Řád umění a literatury) a monackého kulturního vyznamenání Ordre du Mérite Culturel. V letech 1974 a 1984 byl hostem na filmovém festivalu v Karlových Varech.
Zemřel v roce 2007 na rakovinu. Na jeho pohřbu na pařížském hřbitově Montmartre byl přítomen tehdejší francouzský prezident Nicolas Sarkozy a řada významných osobností francouzského filmu a kultury.

## Filmografie

### Herecká filmografie (výběr)
Celovečerní filmy
- 1956: Elena a muži (Elena et les hommes), režie Jean Renoir
- 1958: Krásný Serge (Le Beau Serge), režie Claude Chabrol
- 1958: Kristýna (Christine), režie Pierre Gaspard-Huit
- 1958: Milenci (Les Amants), režie Louis Malle
- 1958: Výtah na popraviště (Ascenseur pour l'échafaud), režie Louis Malle
- 1959: Bratranci (Les Cousins), režie Claude Chabrol
- 1959: Le Chemin des écoliers (Le Chemin des écoliers), režie Michel Boisrond
- 1959: Nikdo mne nemá rád (Les Quatre cents coups), režie François Truffaut
- 1960: Paříž patří nám (Paris nous appartient), režie Jacques Rivette
- 1961: Amours célèbres (Amours célèbres), režie Michel Boisrond
- 1961: Vanina Vanini (Vanina Vanini), režie Roberto Rossellini
- 1961: Žena je žena (Une femme est une femme), režie Jean-Luc Godard
- 1962: Adieu Philippine (Adieu Philippine), režie Jacques Rozier
- 1962: Arsene Lupin kontra Arsene Lupin (Arsène Lupin contre Arsène Lupin), režie Edouard Molinaro
- 1962: Cléo od pěti do sedmi (Cléo de 5 à 7), režie Agnès Varda
- 1962: Ďábel a desatero (Le Diable et les dix commandements), režie Julien Duvivier
- 1962: Les Petits matins (Les Petits matins), režie Jacqueline Audry
- 1962: Les Sept péchés capitaux (Les Sept péchés capitaux), víc režisérů
- 1963: Karamboly (Carambolages), režie Marcel Bluwal
- 1963: Láska u moře (L'Amour à la mer), režie Guy Gilles
- 1963: Les Veinards (Les Veinards), víc režisérů
- 1963: Meč a váhy (Le Glaive et la balance), režie André Cayatte
- 1964: Honba na muže (La Chasse à l'homme), režie Edouard Molinaro
- 1964: La Ronde (La Ronde), režie Roger Vadim
- 1964: Pán ze společnosti (Un monsieur de compagnie), režie Philippe de Broca
- 1965: Prachy a smůla (Cent briques et des tuiles), režie Pierre Grimblat
- 1965: Znal jsem ji dobře (Io la conoscevo bene), režie Antonio Pietrangeli
- 1966: Srdcový král (Le Roi de cœur), režie Philippe de Broca
- 1967: Le Plus vieux métier du monde (Le Plus vieux métier du monde), víc režisérů
- 1968: Manon 70 (Manon 70), režie Jean Aurel
- 1968: Nevěsta byla v černém (La Mariée était en noir), režie François Truffaut
- 1970: Klářino koleno (Le Genou de Claire), režie Éric Rohmer
- 1974: Láska v dešti (Un amour de pluie), režie Jean-Claude Brialy
- 1974: Přízrak svobody (Le Fantôme de la liberté), režie Luis Buñuel
- 1976: Barocco (Barocco), režie André Téchiné
- 1976: Soudce a vrah (Le Juge et l'assassin), režie Bertrand Tavernier
- 1976: Svatý rok (L'Année sainte), režie Jean Girault
- 1977: Smolařka Julie (Julie pot de colle), režie Philippe de Broca
- 1978: La Chanson de Roland (La Chanson de Roland), režie Frank Cassenti
- 1980: Bankéřka (La Banquière), režie Francis Girod
- 1981: Jedni a druzí (Les Uns et les autres), režie Claude Lelouch
- 1982: Noc ve Varennes (La Nuit de Varennes), režie Ettore Scola
- 1983: Dědoušek se dal na odboj (Papy fait de la résistance), režie Jean-Marie Poiré
- 1983: Dívka z Terstu (La Ragazza di Trieste), režie Pasquale Festa Campanile
- 1983: Edith a Marcel (Édith et Marcel), režie Claude Lelouch
- 1983: Mortelle randonnée (Mortelle randonnée), režie Claude Miller
- 1983: Zločin (La Crime), režie Philippe Labro
- 1985: L'Effrontée (L'Effrontée), režie Claude Miller
- 1985: Sedmá velmoc (Le 4eme pouvoir), režie Serge Leroy
- 1985: Telefon zvoní vždycky dvakrát (Le Téléphone sonne toujours deux fois), režie Jean-Pierre Vergne
- 1986: Inspektor Lavardin (Inspecteur Lavardin), režie Claude Chabrol
- 1986: Muž a žena po 20 letech (Un homme et une femme, 20 ans déjà), režie Claude Lelouch
- 1987: Bolest lásky (Maladie d'amour), režie Jacques Deray
- 1990: Prohnilí proti prohnilým (Ripoux contre ripoux), režie Claude Zidi
- 1990: S'en fout la mort (S'en fout la mort), režie Claire Denis
- 1994: Královna Margot (La Reine Margot), režie Patrice Chéreau
- 1994: Monstrum (Il Mostro), režie Roberto Benigni
- 1995: Francouzka (Une femme française), režie Régis Wargnier
- 1995: Les Cent et une nuits de Simon Cinéma (Les Cent et une nuits de Simon Cinéma), režie Agnès Varda
- 1996: Rošťák Beaumarchais (Beaumarchais, l'insolent), režie Edouard Molinaro
- 1996: Rozmary řeky (Les Caprices d'un fleuve), režie Bernard Giraudeau
- 1996: Stínohra (Portraits chinois), režie Martine Dugowson
- 2000: Herci (Les Acteurs), režie Bertrand Blier
- 2001: Klíč k lásce (South Kensington), režie Carlo Vanzina
- 2002: To nám ještě scházelo! (C'est le bouquet!), režie Jeanne Labrune
- 2004: Pouze pro zvané (People Jet Set 2), režie Fabien Onteniente

Krátkometrážní filmy
- 1954: Paris, mon copain (Paris, mon copain), režie Pierre Lhomme
- 1956: Le Coup du berger (Le Coup du berger), režie Jacques Rivette
- 1956: Charlotte et Véronique (Charlotte et Véronique), režie Jean-Luc Godard
- 1958: Příběh vody (Une histoire d'eau), režie Jean-Luc Godard a François Truffaut
- 1961: Les Fiancés du pont Mac Donald ou (Méfiez-vous des lunettes noires) (Les Fiancés du pont Mac Donald ou (Méfiez-vous des lunettes noires)), režie Agnès Varda

Televize
- 1980: Arsène Lupin joue et perd (Arsène Lupin joue et perd), televizní seriál, režie Alexandre Astruc
- 1995: Sandra, princezna rebelka (Sandra princesse rebelle), televizní seriál, režie Didier Albert
- 1998: Hrabě Monte Cristo (Le Comte de Monte Cristo), televizní film, režie Josée Dayan
- 2000: Modrý bicykl (La Bicyclette bleue), televizní seriál, režie Thierry Binisti
- 2004: Soudce Ferrare: Případ Pierra Valéry (Le Président Ferrare: L'affaire Pierre Valéra), televizní film, režie Alain Nahum
- 2005: Prokletí králové (Les Rois maudits), televizní seriál, režie Josée Dayan
- 2006: Soudce Ferrare: Případ Denise Chabrierové (Le Président Ferrare: L'affaire Denise Chabrier), televizní film, režie Alain Nahum
- 2006: Soudce Ferrare: Případ Gillese d'Auberta (Le président Ferrare: L'affaire Gilles d'Aubert), televizní film, režie Alain Nahum

### Režijní filmografie (výběr)
- 1972: Églantine (Églantine)
- 1974: Láska v dešti (Un amour de pluie)

## Publikace
- BRIALY, Jean-Claude. Le Ruisseau des Singes. Paříž: Éditions Robert Laffont, 2000. 509 s. ISBN 978-2-26-611126-3. (francouzsky)
- BRIALY, Jean-Claude. J’ai oublié de vous dire. Paříž: XO éditions, 2004. 400 s. Dostupné online. ISBN 978-2-84-563158-8. (francouzsky)

## Ocenění
Ocenění
- 1988: César pro nejlepšího herce ve vedlejší roli za film Les Innocents
- komandér Řádu čestné legie[2]
- komandér Řádu za zásluhy[2]
- komandér Řádu umění a literatury[2]

Nominace
- 1977: César pro nejlepšího herce ve vedlejší roli za film Soudce a vrah